# Gruskammossa
Gruskammossa (Abietinella abietina) är en mossa som växer i torrbackar och på hällar och murar. Den är en gulbrunaktig till grön mossa med enkelt pargreniga, fjäderliknande skott och ett mattbildande växtsätt. Sporhus är sällsynta. 
I Sverige är gruskammossan särskilt vanlig i kalkrika trakter, men den förekommer över hela landet. Den blir sällsyntare i mycket nederbördsrika trakter, då den trivs bäst med torra förhållanden.
Gruskammossan är Västergötlands landskapsmossa.